# Giro dell'Appennino 1976
Il Giro dell'Appennino 1976, trentasettesima edizione della corsa, si svolse il 16 maggio 1976, su un percorso di 254 km. La vittoria fu appannaggio dell'italiano Francesco Moser, che completò il percorso in 6h33'19", precedendo il connazionale Giovanni Battaglin e il belga Ronald De Witte.
I corridori che partirono furono 100, mentre coloro che tagliarono il traguardo di Pontedecimo furono 43.

## Ordine d'arrivo (Top 10)
| Pos. | Corridore                | Squadra           | Tempo    |
| ---- | ------------------------ | ----------------- | -------- |
| 1    | Francesco Moser          | Sanson-Campagnolo | 6h33'19" |
| 2    | Giovanni Battaglin       | Jolly Ceramica    | s.t.     |
| 3    | Ronald De Witte          | Brooklyn          | a 1'36"  |
| 4    | Gianbattista Baronchelli | Scic-Bottecchia   | s.t.     |
| 5    | Wladimiro Panizza        | Scic-Bottecchia   | s.t.     |
| 6    | Johan De Muynck          | Brooklyn          | s.t.     |
| 7    | Walter Riccomi           | Scic-Bottecchia   | a 3'15"  |
| 8    | Armando Lora             | Magniflex-Torpado | s.t.     |
| 9    | Remo Rocchia             | Cuneo-Benotto     | s.t.     |
| 10   | Pasquale Pugliese        | Zonca-Santini     | a 5'06"  |